# Fate (歌曲)
《Fate》（韓語：나는 아픈 건 딱 질색이니까，意為「因為我討厭生病」，時常簡稱아.딱.질），是韓國女子團體(G)I-DLE的歌曲，收錄於她們的第二張正規專輯《2》中，並於2024年1月29日隨專輯一起發行，作為第六首曲目。這首歌由成員田小娟創作並製作，Pop Time、Daily、Likey也參與了作曲和編曲。
《Fate》是一首結合流行朋克和放克風格的歌曲，受2000年代日系流行音樂的影響，製作簡約但充滿活力，具有吉他和活潑的鋼琴聲。這首歌在韓國音樂榜單上悄然成為熱門曲目，沒有任何宣傳活動便登上Circle數位榜和其他韓國串流平台的榜首。它在李孝利的「紅地毯」和YouTube頻道「It's Live」的舞台視頻發布後引起了關注，累積了超過一百萬次觀看。音樂評論家讚賞了這首歌的歌詞、放克風格的製作，以及讓人回憶起2000年代日系流行音樂的懷舊魅力。

## 音樂和歌詞
《Fate》是一首結合流行朋克和放克風格的歌曲，具有簡約而充滿活力的製作，包含吉他和「輕快」的鋼琴聲。新音乐快递指出這些元素賦予了這首歌一種苦樂參半的能量，讓人聯想到生活片段動畫系列的片尾曲。最初，田小娟將《Fate》視為專輯的主打單曲。她在2024年1月30日的《李恩智的歌謠廣場》中透露：「我最初用《Fate》作為標題。這是一首帶有動畫感的歌曲。」田小娟以卡通場景為背景創作了這首歌，賦予它「樂隊般的聲音」，而不是典型的舞曲。記者李德行在《IZE》雜誌中將《Fate》與過去的歌曲如《Allergy》（2023）和《Never Stop Me》（2022）進行比較，強調了(G)I-DLE持續融合日系流行音樂和樂隊元素的特點。
這首歌圍繞著「意外但命中註定的相遇」這一主題，捕捉了與陌生人偶然相遇後隨之而來的突然心碎感。《The Fact》記者崔秀彬指出，這首歌融入了日系流行音樂的影響，通過如「今天早上又是這樣，嘴裡叼著麵包開始一天/手裡拿著一杯冰美式咖啡一整天/我好累」等相關的歌詞引起聽眾共鳴。
《IZM》的張俊桓讚賞了Soyeon的高超作詞技巧，她巧妙地通過可理解的比喻描繪了各種情境和情感。此外，張俊桓強調了這首歌中直觀的情節轉折。

## 現場影片
隨著這首歌出人意料的成功，(G)I-DLE宣布於2024年3月13日發布一段現場影片。這張海報主要特寫了成員Minnie和雨琦，營造出一種讓人回憶青春電影的懷舊氛圍。這種懷舊情調引起了網友的關注。影片強調了她們身穿校服的「明亮視覺效果」，並在她們周圍飄落的「飛舞花瓣」增添了溫暖，讓人聯想到青春電影中的場景，留下深刻的印象。影片發布後，《Fate》在韓國YouTube排行榜上占據榜首，觀看次數達到360萬次。這首歌連續五周在榜單上保持著位置。

## 反響
《Fate》在多個韓國音樂榜單上重新出現，並且在沒有任何宣傳支持的情況下取得了顯著成功。這首歌達成了iChart的「Perfect all-kill」，在主要韓國音樂串流服務平台的排行榜上名列前茅，這是她們繼《TOMBOY》、《Nxde》和《Queencard》之後的第四次連續成功。隨著在深夜音樂脫口秀《李孝利的紅地毯》和YouTube頻道《It's Live》上的舞台視頻發布，這些視頻累積了超過一百萬次觀看，簡短版本則達到七百萬次觀看。
這首歌也受到了韓國音樂評論家的積極評價。在他的專輯評論中，IZM的張俊桓讚揚了《Fate》作為一首突出歌曲，稱讚其歌詞、放克吉他旋律和直觀的情節轉折，將這首歌的氛圍比作青春卡通，喚起聽眾的同情和安慰。IZE雜誌的記者李德行稱讚《Fate》的獨特放克基礎、簡約樂隊風格和機智的歌詞，並將其與日系流行音樂或「日本動畫原聲帶」進行比較，同時也提到薇娟的歌聲。
此外，他指出聽眾對(G)I-DLE概念性主打曲如《Nxde》和《Super Lady》感到疲憊，強調《Fate》脫離了這種藝術方向，反映了韓國流行音樂行業中更趨向於易聽歌曲的趨勢。My Daily的記者李勝吉讚揚(G)I-DLE從她們通常風格的轉變。他指出，不同於她們之前以強烈舞台存在感著稱的歌曲，《Fate》通過其輕快的樂隊聲音和讓人回憶青春電影的懷舊旋律與觀眾產生共鳴。這首歌輕快的氛圍和詩意的歌詞留下了「持久的印象」，助力其榜單成功。
著名音樂評論家鄭珉載讚揚了這首歌，形容其旋律如水般流暢，歌詞具敘事性。他指出，這首歌通過自發的社交媒體病毒式傳播重新流行，成為粉絲重新發現的典範。此外，一些網友推測，這首歌的懷舊魅力源於其與2000年代日系流行音樂的相似之處，將其吸引力歸因於獨特的旋律和敘事元素。

## 榮譽
(G)I-DLE決定於3月21日開始在韓國音樂節目中宣傳這首歌，從《M Countdown》開始。儘管沒有出現在《人气歌谣》節目中，她們仍然獲得了《人氣歌謠》的三冠王。
| 電視節目 | 日期    | Ref.   |
| -------- | ------- | ------ |
| 人气歌谣 | 3月31日 | [ 17 ] |
| 人气歌谣 | 4月7日  | [ 18 ] |
| 人气歌谣 | 4月14日 | [ 19 ] |

## 榜單

### 周榜單
| 榜單(2024)                | 峰值 |
| ------------------------- | ---- |
| Global 200 (告示牌)       | 95   |
| Singapore Regional (RIAS) | 23   |
| 南韓(Circle)              | 1    |
| 臺灣 (告示牌)             | 5    |

### 月榜單
| 榜單(2024)   | 峰值 |
| ------------ | ---- |
| 南韓(Circle) | 2    |